# Arthropodium cirrhatum
Arthropodium cirrhatum là một loài thực vật có hoa trong họ Măng tây. Loài này được (G.Forst.) R.Br. mô tả khoa học đầu tiên năm 1822.

## Hình ảnh

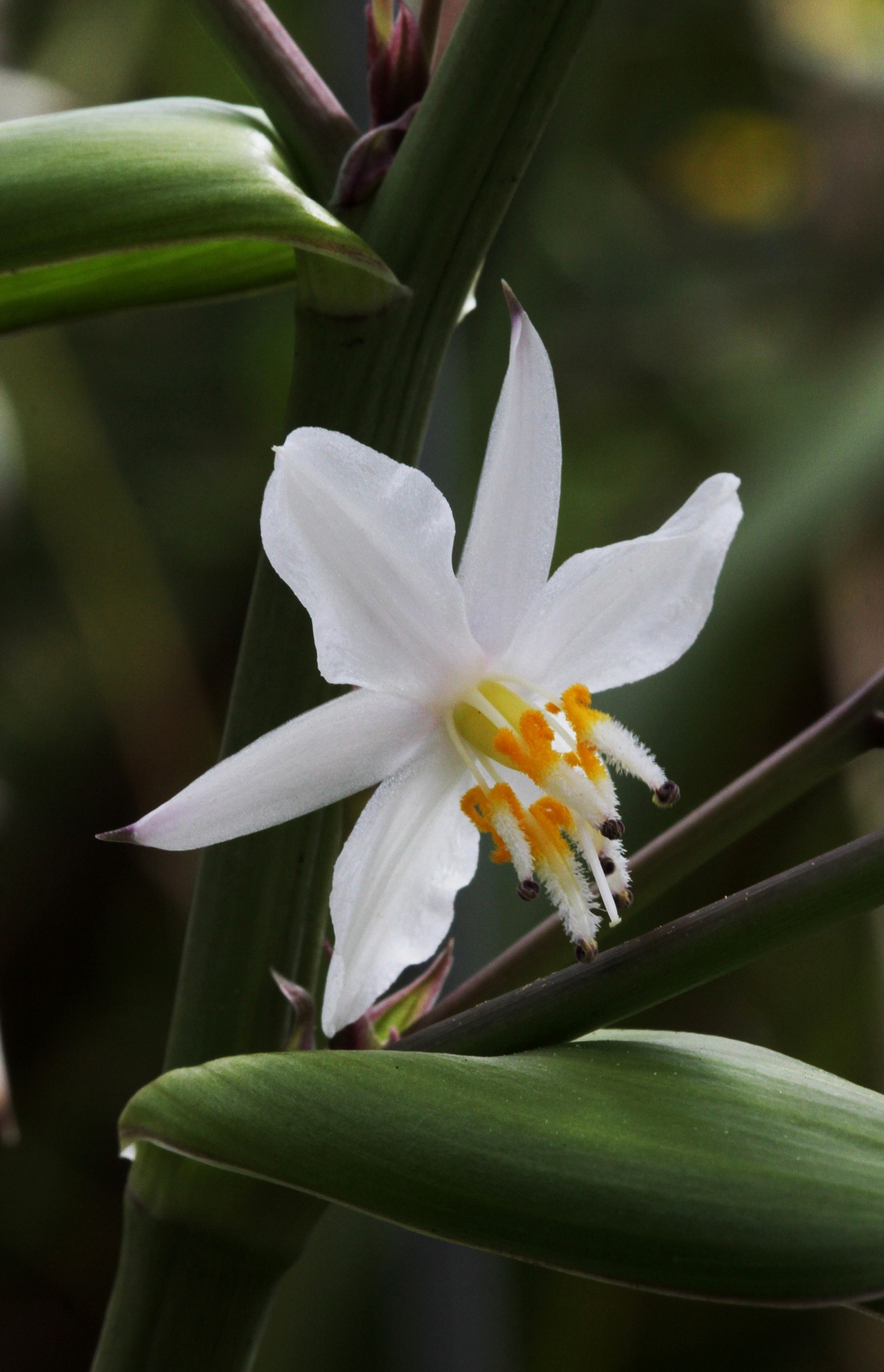
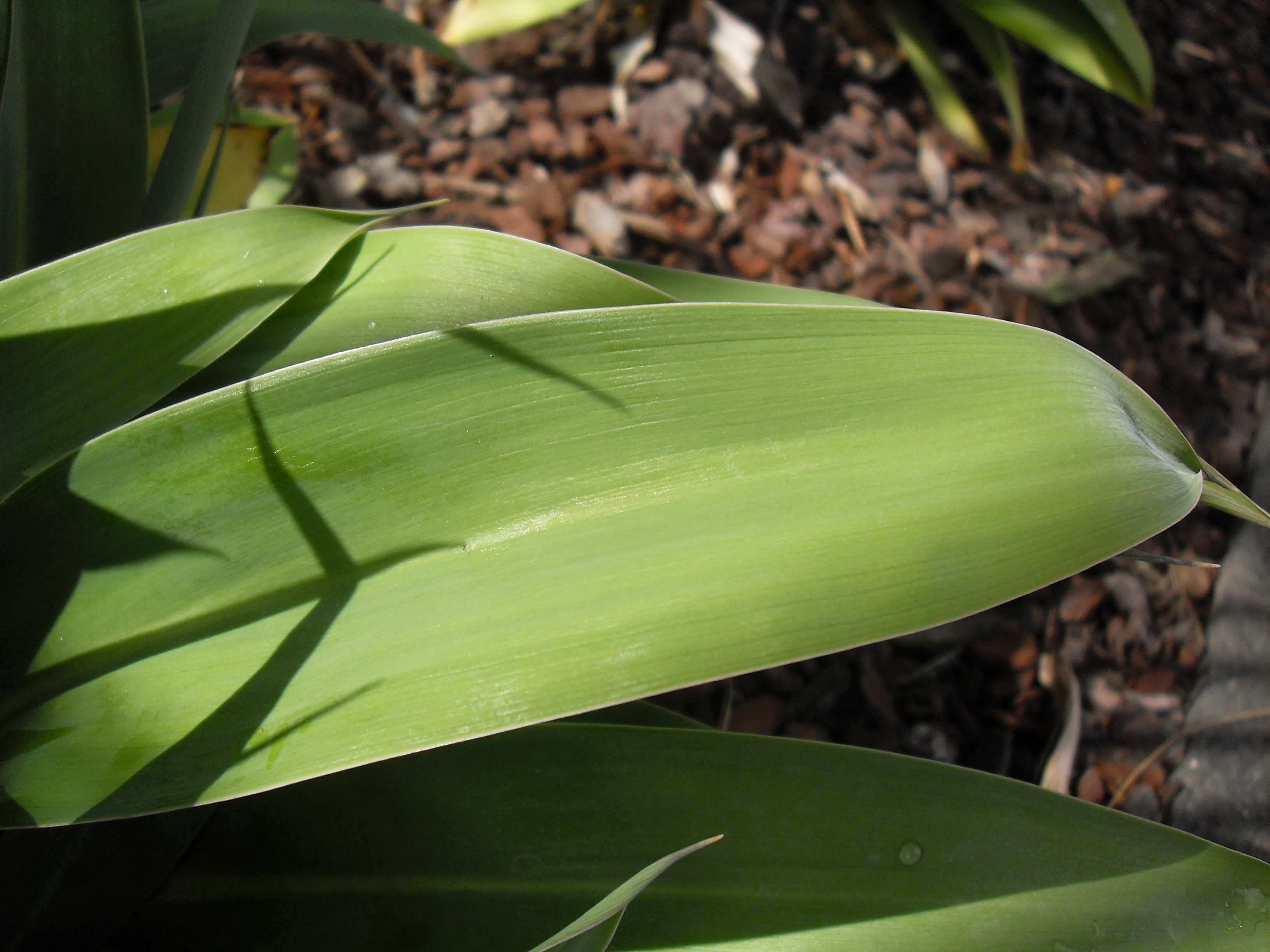
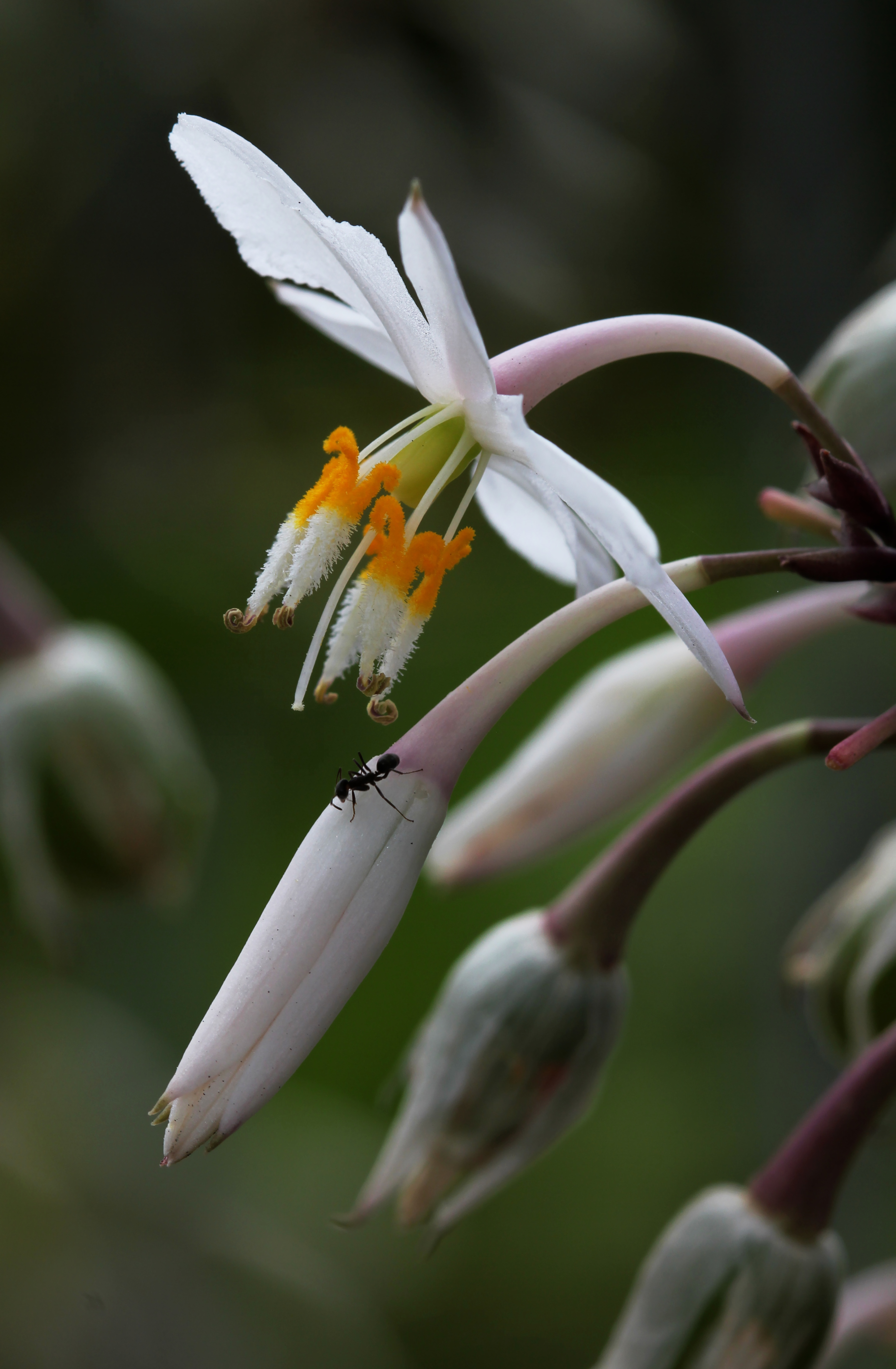
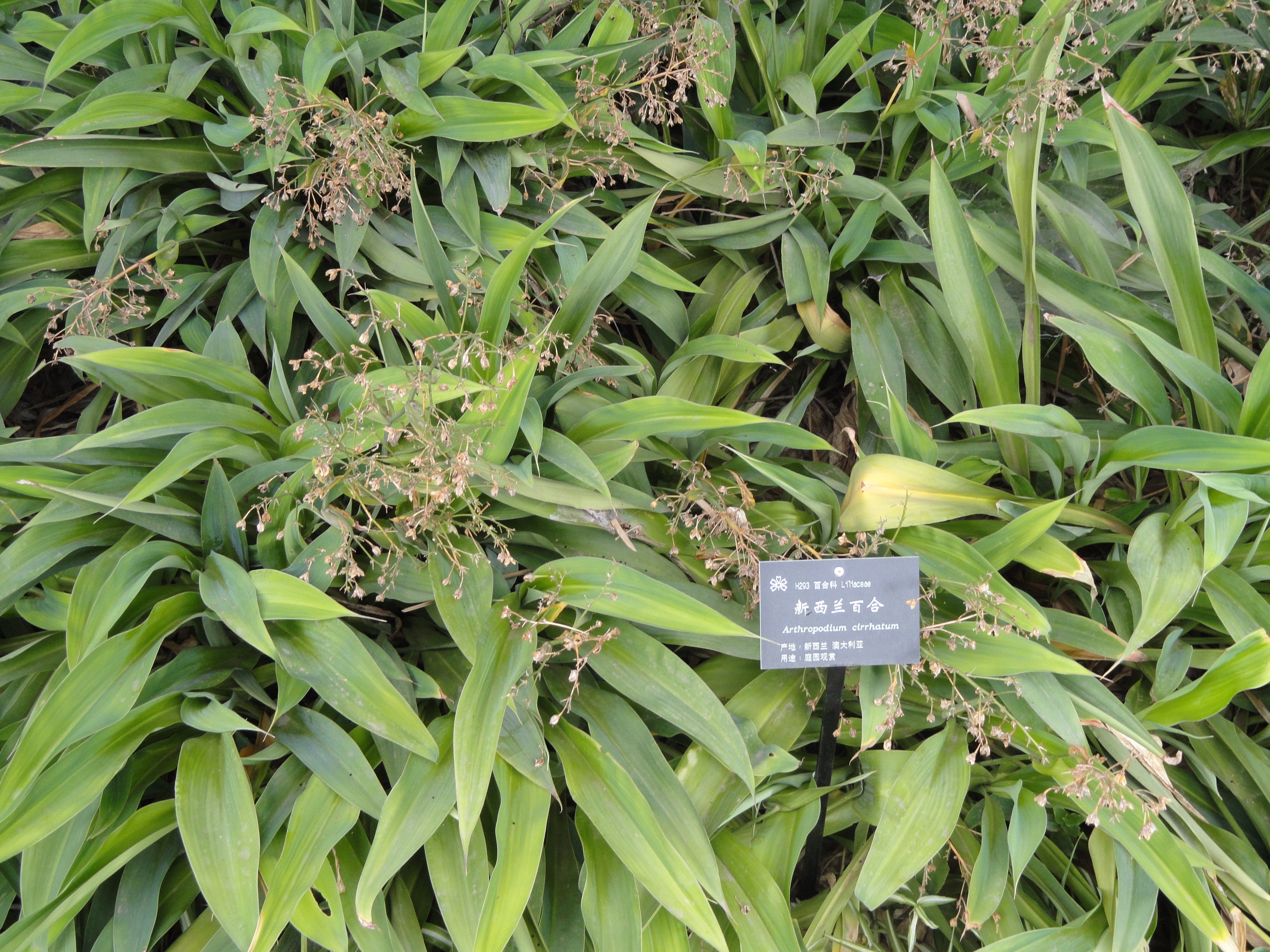